# Ziemkendorf
Ziemkendorf è una frazione del comune tedesco di Randowtal, nel Brandeburgo.

## Storia
Il 31 dicembre 2001 il comune di Ziemkendorf venne fuso con i comuni di Eickstedt e Schmölln, formando il nuovo comune di Randowtal.